# Ònia Farga i Pellicer
Ònia Farga i Pellicer (Barcelona, 30 de novembre de 1878 - 6 de desembre de 1936) va ser una pianista, violinista, compositora, empresària i pedagoga catalana amb un gran reconeixement internacional gràcies als diversos premis que va guanyar com a concertista.

## Biografia

### Inicis

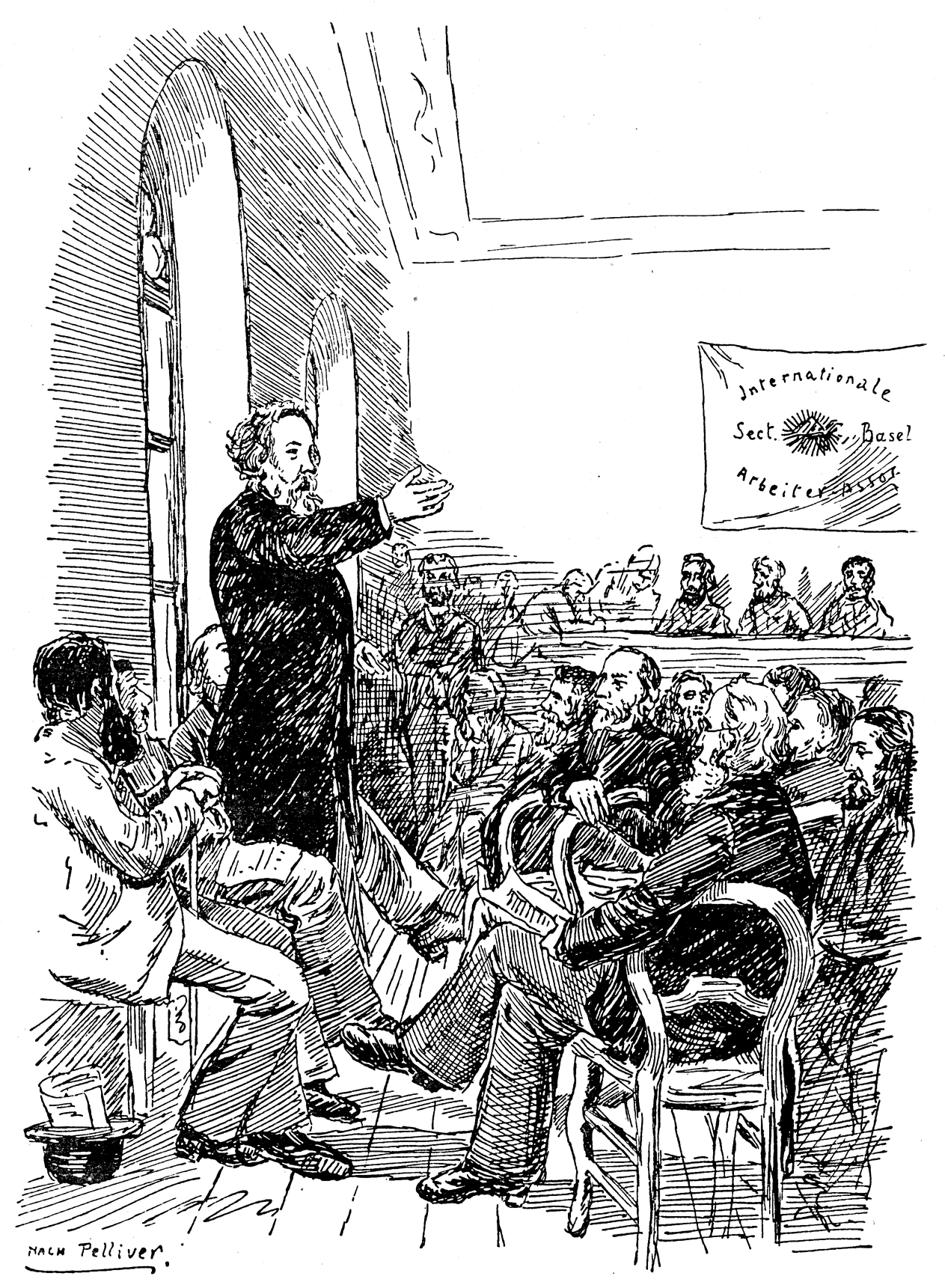
Dibuix de Rafael Farga Pellicer (pare d'Ònia Farga), que va acudir com a representant del Centre Federal Obrer de Barcelona.

Ònia Farga va ser una de les dones multiinstrumentistes i compositores més famoses de la seva generació: va estudiar a l'Escola Municipal de Música de Barcelona i, de ben petita, va despuntar per la seva sensibilitat artística i la seva aptitud per a la música. El seu pare era Rafael Farga i Pellicer, un sindicalista català i un dels fundadors i secretari de la Direcció Central de les Societats Obreres de Barcelona, i la seva mare, Peronella Pellicer i Peraire.

### Joventut i formació
Va complementar la seva formació musical amb el compositor Melcior Rodríguez d'Alcàntara i Elias (composició), que li va donar classes de composició per així facilitar-li els estudis d'orquestració, de la mateixa manera que Mathieu Crickboom (violí) també va contribuir en la seva formació amb el violí, en aquest cas.
Als 15 anys ja havia aconseguit tots els primers premis del Conservatori de Barcelona. En un dels concursos de composició en què va participar, va ser premiada per una gran marxa que va compondre per a orquestra i orgue i que més tard va dirigir ella mateixa al Palau de Belles Arts.
El 13 de juny de 1900 va fer el seu concert de presentació com a pianista al Cercle Artístic de Barcelona. Entre els anys 1902 i 1904 va estar ensenyant piano a l'Acadèmia del Centro Artístico Musical que dirigia Delfí Armengol. Des d'aquest moment, va estar els següents 14 anys vivint entre Barcelona i París, on coneixeria grans compositors com Albéniz, i donaria diversos recitals com a solista.
Una obra remarcable dins de la seva producció són les Gloses sobre cançons populars catalanes(1909) per a piano, que inclouen: Cançó de Nadal, Els Tres Tambors, Les mosques de Sant Narcís, El Rossinyol i La nina encantada. Aquest àlbum, amb la dedicatòria autògrafa de l'autora, que es troba dipositat a la Biblioteca de Catalunya, comprèn les cinc partitures per a piano esmentades, basades en diverses cançons populars catalanes i harmonitzades per la compositora.
Segons que descriu Ramon Miquel i Planas en el pròleg, responen a la «necesssitat d'oferir-nos en un sol pom aquestes flors exquisides de la terra catalana i que ella, la compositora de veritable talent, ha convertit en les Gloses del present volum destinat a dur fora del clos familiar les remors de les nostres boscúries i els tornaveus de les afraus nostrades».

### Activitat com a concertista
Va ser molt elogiada per les seves nombroses gires, les quals la van dur per escenaris de tot Espanya i Europa, sobretot per Suïssa i França (París), com a pianista i com a violinista. A París va presentar diverses de les seves composicions, les quals van tenir una molt bona acollida per part de la crítica, especialment de Henri de Curzon (1903, 1922, 1924 i 1927).
Alguns dels concerts que més es recorden d'Ònia Farga:
Era coneguda per dividir els concerts en dues parts: en la primera part se centrava en la seva faceta com a pianista, i en la segona en la de violinista. Tant és així, que el 15 de maig de 1909, actuava al Palau de la Música Catalana, en la primera part tocant al piano tant obres pròpies (per ex: Les mosques de Sant Narcís) com una Sonata de Beethoven o obres de Chopin. La segona part la va dedicar a tocar Corelli, Beethoven i el Concert en re menor de Wieniawski, tot per a violí.
El juny de 1910 va actuar al Teatre Principal de Barcelona, dins dels concerts que va organitzar l'Associació de Cultura Musical popular de Narcisa Freixas, on va interpretar dues de les seves composicions per a violí: Les mosques i Bressant l'orfenet.
L'any 1911 va actuar al Congrés Nacional de les Arts del Llibre celebrat a l'Ateneu Barcelonès.
L'any 1913 figura entre els socis de l'Associació de Música de Cambra.

### Faceta d'emprenedoria
Ònia Farga va fundar i dirigir l'orquestra de l'associació Musica Pro Amore Artis (1928), i també l'Acadèmia de música Ònia Farga a Barcelona (1929). Va dedicar-se a l'ensenyament a l'Escola Municipal de Música, on tingué entre els seus alumnes de piano la futura compositora i pianista Adalmira Anglada i el futur compositor i director coral Ernest Cervera.
Des de l'any 1948 fins a l'actualitat (2009), el Conservatori Superior de Música de Barcelona i l'Ajuntament de Barcelona atorguen el Premi Ònia Farga per a estudiants destacats de violí i de piano.

### Mort
Va morir a Barcelona el 6 de desembre de 1936. Aquesta és la necrològica que es va publicar a la Vanguardia el dia de la seva mort:
| «                                                     | Ha muerto Onía Farga. Cataluña ha perdido uno de sus acusados valores musicales. Onía Farga ha dejado de existir. Con ella desaparece la personalidad del arte de la música, en sus diversos aspectos. Onía Farga pertenecía a aquella selección de mujeres intelectuales que han caracterizado el Renacimiento de Cataluña. Dotada de un temperamento sensibilísimo y de una belleza de sentimientos poco comunes, tales cualidades, así como su sólida cultura, aparecen reflejadas en las creaciones que públicos nacionales y extranjeros acogieron siempre con férvido aplauso. Onía Farga deja un copiosísimo caudal de obras, muchas de ellas premiadas en concursos internacionales, y que son fruto de su incansable labor. Su impecable técnica -técnica que todos conocían y admiraban-, se hallaba alejada de toda concesión de mal gusto, y la había colocado en el altísimo lugar que tan justamente ocupaba. Descanse en paz la que fue espejo femenino de bondad y orientadora de sereno y austero valor artístico. | » |
| — La Vanguardia, necrològica d'Ònia Farga i Pellicer. | |   |

## Producció musical[5]
Tot i que gran part de la seva vida es va dedicar sobretot a ser concertista i pedagoga, una de les raons per les quals també es va a donar a conèixer van ser les seves múltiples composicions, referides tot sovint a la cultura catalana, amb poemes de Verdaguer o amb cançons populars catalanes.

### Orquestra simfònica
- Missa de Rèquiem,[11] per a cor, orgue i orquestra simfònica. Dedicada a la seva mare, Peronella Pellicer, que va morir l'any 1919.
- La bella Lucinda, música per a l'escena, sobre text de l'escriptor catalanista i esperantista Frederic Pujulà.[11]
- Quatre quadrets, suite per a orquestra.[12] Una de les composicions és A l'ermita, goigs de Sant Jordi, amb lletra d'Artur Masriera, estrenada el 1931.

### Veu i piano
- Amb quanta de tristor
- A les abelles
- Amor (poema de Verdaguer)
- Cançó del raier
- L'estàtua de don Jaume (text de Verdaguer)
- Al la fratoj,[13] 1909. Amb lletra en esperanto de Ludwik Lejzer Zamenhof, creador d'aquesta llengua auxiliar internacional.
- Cantares andaluces (1928)[14]
- Lo gaiter del Llobregat, 1930
- Ojos claros, serenos (1928), per a piano.[15] Musicació d'un famós madrigal de Gutierre de Cetina

### Piano
- Bresant l'orfenet (1909)[16]
- Gloses sobre cançons populars catalanes (ed. 1914), per a veu i piano[17] (Cançó de Nadal, Els Tres Tambors, Les mosques de Sant Narcís i La nina encantada)
- Cantares andaluces, per a piano (ed. Max Eschig, 1929)
- Les trois tambours, per a piano (ed. Max Eschig, 1929)
- Amoreta[18]

### Violí i piano
- Sonata en Re per a violí i piano (1914).[19] En tres parts: Anhel, Esplai i Gaudi.
- Cant de la gitana (Capdetrons)[20]

### Sardanes
- Aplec-sardana.[21] Per a violí i piano
- Carmeta: sardana de concierto, per a cobla[22]
- Flabiolejant: sardana de concierto (1922), per a violí[22]
- Iluro en festa: sardana de concierto (1922), per a cobla.[22] 3r accèssit del Concurs Pro-Biada (Mataró, 1922)[23]
- Sardana de concert (1926), per a violí i piano[22][24]

### Altres
- Gavotte de Rameau (ed. Max Eschig, 1929)
- Glosa de "la pastoreta", solfeig a tres veus.[25] També va escriure exercicis de solfeig a tres veus, com a mètode d'ensenyament.